# 维克托·安巴楚米扬
维克托·阿马扎斯波维奇·安巴楚米扬（1908年9月18日—1996年8月12日），亞美尼亞天文物理學家，是理論天文物理學的奠基者。他的研究主要是在恆星天文學和星雲、恆星系統動力學、恆星與星系的天體演化學，並在數學物理上作出貢獻。
安巴楚米扬於1961到1964年擔任國際天文聯會會長、並曾經兩次擔任國際科學理事會會長（1966年－1972年）。他也擔任過蘇聯科學院院士、英國皇家學會、美国国家学院和印度科學院外籍院士。而他獲得的多個獎項中有史達林獎（1946年、1950年）、社会主义劳动英雄（1968年、1978年）、俄羅斯聯邦國家獎、英國皇家天文學會金質獎章、太平洋天文學會布魯斯獎、亞美尼亞國家英雄。安巴楚米扬是布拉堪天文台的建立者。

## 生平

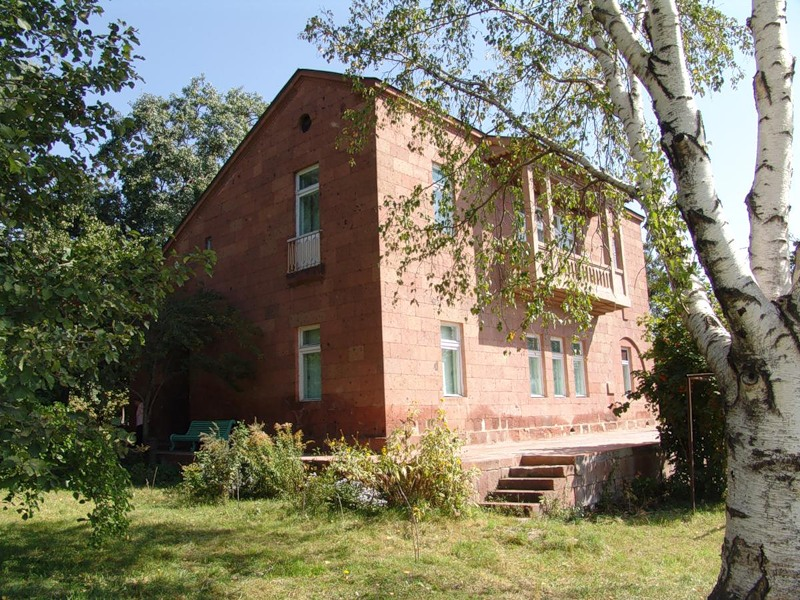
位於亞美尼亞布拉堪的維克托·安巴楚勉博物館

安巴楚勉於1908年9月18日（儒略曆9月5日）生於喬治亞提比里西一個亞美尼亞人家庭中。他的父親是將荷马的史詩《伊里亞德》翻譯成亞美尼亞文的語言學家和作家阿馬扎斯普·安巴楚勉（Համազասպ Համբարձումյան）。1924年安巴楚勉進入了列寧格勒國立師範學院物理數學系、之後再進入列寧格勒國立大學就讀。1926年他還在學時就發表了關於太陽噴發物的科學論文。安巴楚勉接著於1928年到1931年間在普爾科沃天文台就讀研究所學位，指導教授是阿里斯塔爾赫·別洛波利斯基。
他首次嶄露頭角是在物理方面，1929年他和德米特里·伊万年科共同發表論文宣稱原子核不可能由質子和電子組成，三年後由詹姆斯·查德威克確認是由質子和中子組成原子核。
1930年他和生於彼尔姆的 Vera Feodorovna Klochihina 結婚。在經過三年附屬的狀況後，1934年安巴楚勉在列寧格勒大學建立天體物理學系並擔任首位系主任。1939到1941年安巴楚勉是列寧格勒大學天文台台長。1940年他加入了蘇聯共產黨。
蘇德戰爭開始後他擔任列寧格勒國立大學副校長。1941年該校科學實驗室全數疏散到遙遠的叶拉布加（今鞑靼斯坦共和国），而安巴楚勉也在當地四年主持科學實驗室事務。1939年安巴楚勉被選為蘇聯科學院通訊研究員。1953年他成為蘇聯科學院全職研究員。在戰事最激烈的1943中亞美尼亞科學院成立了，約瑟夫·奧爾別利被選為該院院長，安巴楚勉成為副院長。
1947年安巴楚勉被選為亞美尼亞科學院院長，並且直到1993年每次院長選舉中他都當選。1993年他轉任亞美尼亞科學院榮譽院長。
1946年布拉堪天文台建立。安巴楚勉擔任該台台長直到1988年。安巴楚勉在1961到1964年擔任國際天文聯會會長，並曾經兩次擔任國際科學理事會會長（1966年－1972年）。
安巴楚勉於1996年8月逝世於亞美尼亞布拉堪，並葬於布拉堪天文台大望遠鏡塔附近。

## 科學研究

### 恆星外層和星雲
1932年安巴楚勉在皇家天文學會月報上的一篇文章《On the radiative equilibrium of a planetary nebula》現在被認為是現代氣體星雲的理論基石。在他一系列相關研究論文中這個議題進一步發展。其中一篇文章安巴楚勉和尼古拉·亞歷山德羅維奇·科濟列夫首次提出大量氣體從新星噴發出的概念。安巴楚勉以他發展的精密方式應用在研究不穩定恆星的氣體外殼，在恆星演化的問題中質量的估計是相當重要的。尤其是在決定恆星生命中的狀態變化。安巴楚勉對於恆星外層和行星狀星雲確定其理論基礎，並解釋了它們光譜的特性。

### 恆星系統的動態與靜態力學
1936年安巴楚勉提出了著名英國科學家亞瑟·愛丁頓一個數學問題的優雅解答：確定了基於恆星徑向速度分布的恆星空間速度分布。該解答經由愛丁頓的推薦而刊登在皇家天文學會月報上。之後相同的問題出現在醫療電腦診斷方面。最終這個數學議題在1979年諾貝爾生理學或醫學獎的「開發計算機輔助的斷層掃描技術」中被提到。由安巴楚勉提出了基於恆星系統統計力學的恆星動態與靜態力學特殊貢獻使他在1995年獲得俄羅斯聯邦國家獎。
1935到1937年安巴楚勉和知名英國科學家詹姆士·金斯進行了關於本銀河系年齡的論戰，最後確定了銀河系的年齡比金斯預測的年輕1000倍，並被科學界接受。

### 星際物質與波動理論
安巴楚勉有一系列文章是星系中的星際物質研究。他提出了一個全新的觀念是，星系中的光線吸收是因為星際空間中大量星雲中的塵埃或吸收雲氣造成。基於星計吸收物質的片狀結構概念，因此產生了天文學的新方向，波動理論。
安巴楚勉奇妙而優雅的波動公式解決了銀河系的光度：在無限光深度的極限中，銀河系光度波動的幾率分布對於觀測者位置而言是不變的。在一系列相關的班傑明·馬卡良院士的研究中，安巴楚勉首次提出了現在被普遍接受的星際物質是以雲的形式出現的概念。

### 混濁介質中的光擴散理論
在第二次世界大戰期間安巴楚勉基於他自己發展的不變性原理建立了新的混濁介質中的光擴散理論。他使用該數學工具解決了光擴散理論的一些非線性問題。他建立的不變性原理公式和多個修正原理現在廣泛用於解決在天文物理、數學、理論物理、電子學、地球物理、大氣科學等其他科學領域極度複雜的問題。這些問題和相關的數學都在逐漸變得複雜，但其基本原理仍是安巴楚勉的不變性原理。在理查德·貝爾曼、R.E.Kalaba 和 M.C.Prestrud 的書《Invariant Imbedding. Radiative Transfer in Slabs of Finite Thickness》有一句話：「做為一個開創性的工作，新的分析方式是可行的，且可獲得簡化的數值解。這些觀念由钱德拉塞卡在他一系列基礎論文和1950年的書中更進一步發展和廣泛擴充....許多其他難以解決的問題都解決了，並且有了極大的進展」（American Elsevier Publishing Co., 1963, p1.）。安巴楚勉在發展不變性理論上有特殊貢獻，並且他本人認為這是他最成功和最喜愛的創造。1946年安巴楚勉因為發展了這個理論獲得了史達林獎。

### 星協與恆星演化

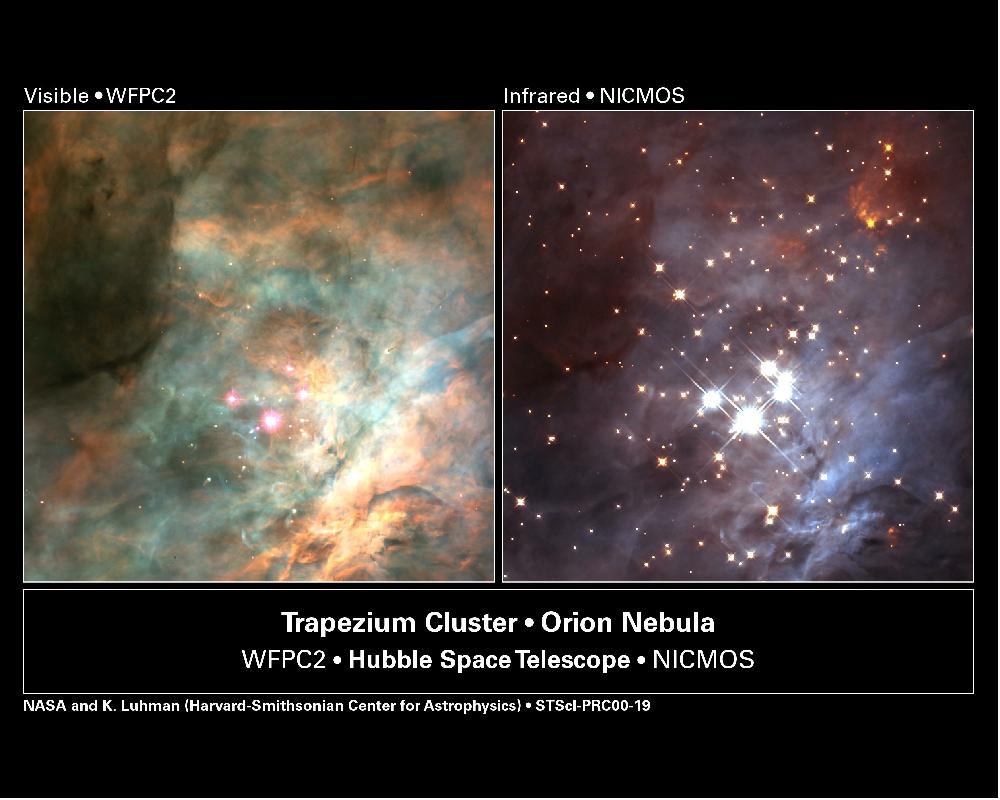
星協

安巴楚勉基於對銀河系恆星系統觀測資料分析的結果，提出了一種新的恆星系統。這些擴張系統有正向的能量，被命名為「星協」，並且證明系統中的恆星是相對年輕的。這結果證明是恆星天文學上一個革命性的基礎，因為它意味著星系中恆星形成即使在今天都是成群形成的。1950年安巴楚勉因為他對星協的研究獲得第二個史達林獎。
星協的概念並沒有立刻被天文學界接受。多年後錢德拉塞卡寫下：「我記得當我在1950年底於葉凱士天文台的一個研討會上首次提出安巴楚勉的論文時，天文學家們對此都感到懷疑。」
之後由亚德里安·布拉奥進一步的觀測報告中證實了安巴楚勉預測的星系存在，例如英仙座 II、天蠍-半人馬星協等。

### 年輕恆星與恆星能量來源

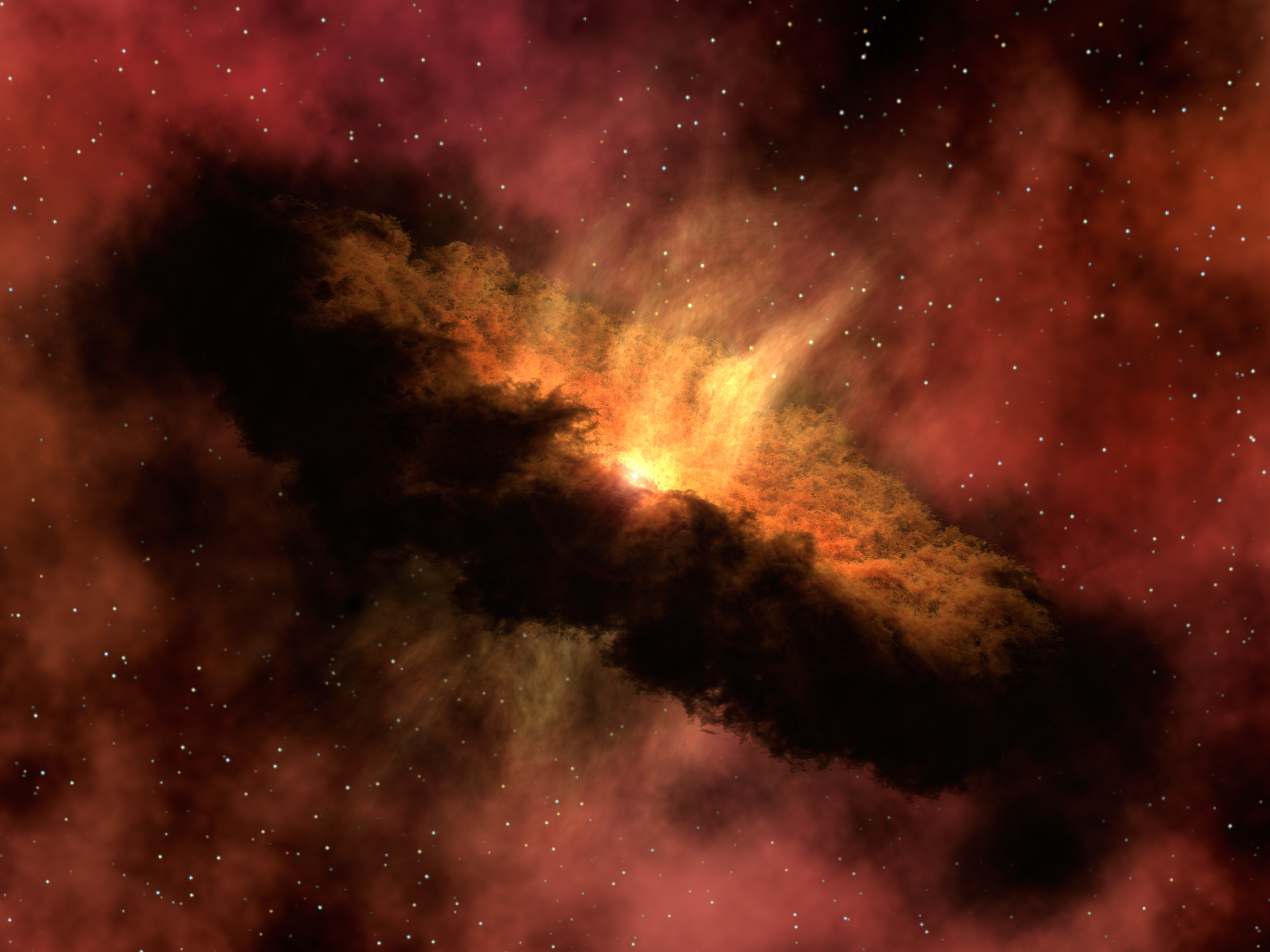
原恆星是恆星形成的早期狀態，由安巴楚勉首次假設。

同樣讓人感興趣的還有安巴楚勉對於金牛座T星這類年輕恆星的連續發射線譜和其附近不穩定恆星的結果。這項研究導出了恆星能量來源的重要結果。安巴楚勉從基本上提出了原始恆星物質的新觀念。相對於傳統觀念認為恆星形成於彌散物質收縮的看法，新假設認為已經有巨大的「原恆星」存在。原恆星分離的過程是因為恆星在星協中形成的關係。
在解釋星協在宇宙中的角色時，安巴楚勉解釋有必要改變現有恆星分散和對抗性的凝結形成理論的原因。顯然，他早期關於行星狀星雲擴張和這些物體成因是因為恆星將外層噴出、以及星團經由蒸發造成的動力學分散和星協相關工作的邏輯背景產生了激進的結論是，在宇宙中基本的演化過程並非收縮和凝結。相反，它們總是從密度較高的狀態向外散出。因此，他指出了原恆星的存在；即非常緊密的物體會是恆星的前身、星雲、彌散物質等。

### 星系天文學
安巴楚勉相當致力於星系的演化研究。他提出的新概念是星系核心活動與星系的誕生和演化以及星系組成的系統有密切關係。因為這個設想，觀測星系大規模不穩定現象變成了星系天文學的中心議題。安巴楚勉和他追隨者的一個重要研究是致力於來自巨大星系核心的偏藍噴流、緊密星系、新型態星系系統等。安巴楚勉於1958年首次在索爾維會議的演講中提出了開創性的星系核爆發。首次的演講和其開啟的後續發展由耶日·奈曼（Jerzy Neyman）在他的文章《Reminiscences of a Revolutionary Period in Cosmology》中記錄下來。他的回憶中除了最初的懷疑之外，提到安巴楚勉的論點和許多其他相關文件題到了出席學者的想法，並且有幾個國際性的後續重要發展。奈曼總結說：「現在的證據壓倒性的支持安巴楚勉的假說。我衷心地祝賀安巴楚勉教授，這是哥白尼革命！」（Problems of Physics and Evolution of the Universe, Publishing House of the Armenian Academy of Sciences, Yerevan, 1978, pp. 243–250.）

### 有趣的事實
根據諾貝爾獎得主阿蘭·麥克萊德·科馬克的文章《Computed Tomography: some history and recent developments》中的引用（Proc. Of Symposia in Applied Mathematics, Vol 29, p35, 1985）：

“... 氡的三維空間速度問題...
... 安巴楚勉提供了和氡的問題相同形式的二維與三維空間速度解答。此外，他還將恆星依照光譜類型分成三個各有四百到五百科恆星的不同群，並使用理論的結果經由徑向速度演繹出實際速度的分布....
... 這是首次氡的轉換數值反演，而它給人們的謊言是數值斷層掃描不可能沒有電腦。計算的細節在安巴楚勉的論文中，而該論文指出即使在1936年，數值斷層掃描可能會對頭部腫瘤診斷有很大貢獻....
... 在我看來，安巴楚勉在1936年提出的數值方法很可能有一部分對於醫學有很大貢獻....”

### 量化空間
安巴楚勉在1920年代晚期到1930年代初期開始他偉大的科學事業時，他對於許多領域都有興趣，而且研究的是當時的物理和數學問題。在他非常早期的研究中必須記住1929年他在哈爾科夫國立技術大學主辦的一場量子物理國際研討會上的演講。安巴楚勉當時首次提出了量化空間的全新概念。雖然那是真實的，但當時並不被接受；因為其錯誤無法被證明。安巴楚勉並沒有繼續這方面的研究。有時候服從權威科學家所教的並不會有好結果，如果我們的連續空間變成離散的。
後來在大清洗中於1937年被處決的量子重力先驅馬特維·布朗斯坦在他的一篇文章《On the new quantum crisis》中寫下：「顯然我們所談的顯然是包含時間和空間，且是特定座標系統明確指定絕對時間和三個主要方向主導的靜止空間下的四維網格，但是這和相對論理論以及實驗相矛盾：實際狀況中時間和空間是各同向性的，在其中所有的座標系統和公式都是相同的。正如他們所說，關於洛伦兹变换的不變性（也就是在所有座標系統中都有相同形式）。相對論不變性是困難的（洛伦兹变换不變性），且海森堡的理論無法解決它。一個明確的解決方式已被安巴楚勉和一位在劍橋大學的年輕數學家弗里茨·厄塞爾（Fritz Ursell）提出。」雖然距離首次提出已經超過80年，量化空間的問題仍未完全解決，雖然不時有些研究人員回顧這個議題，目前這仍是個尚未解決的問題。

### 量子場論
安巴楚勉和德米特里·伊万年科首次提出了非零質量基本粒子交互作用路徑的概念，有一些粒子可能會產生或湮滅。這個非零質量粒子產生的概念是絕對性且不依照傳統的新觀念。安巴楚勉和伊萬年科對於重粒子產生的假設（1930年）被認為是當代量子場論的基石。

### 原子核
另一篇在安巴楚勉科學生涯早期和伊萬年科共同發表的論文（Dokl. AN SSSR, ser. A, No. 6, p. 153 (1930)）可說是關於原子核結構最優秀論文之一。和傳統的原子核由質子和電子組成的傳統理論相對的是，他們證明了自由電子不可能存在於原子核中，而必須是質子之外的中性粒子。事實上，這個中子存在的預測比詹姆斯·查德威克發現中子早了兩年。

### 逆問題
當安巴楚勉還是學生時，他對量子物理非常感興趣，並且深入研究原子結構，能階的形成和薛丁格方程式以及其性質。當他了解微分方程的特徵值理論之後，他指出離散能階和微分方程的特徵值明顯地類似。他接著問：在一系列的特徵值中，否有可能找到關於特徵值的方程式形式？從本質上安巴楚勉是在研究解釋振動弦方程式的逆施圖姆–劉維爾理論。該論文於1929年發表在德文物理期刊 Zeitschrift für Physik，不過之後就長時間被遺忘。安巴楚勉數十年後描述這個情況時說：「如果一位天文學家發表數學理論的內容在物理期刊上，最可能發生的事情就是被遺忘。」儘管如此，在第二次世界大戰將結束時這篇文章被瑞典數學家發現，並開始大量的一系列研究。因此，安巴楚勉在20歲時寫的文章開啟了逆問題的研究領域，並成為整個學科的基礎。
有趣的是，安巴楚勉總結他長時間的科學生涯中，他總是把「逆問題」列入他最喜愛的作品群之一。

### 活動星系核

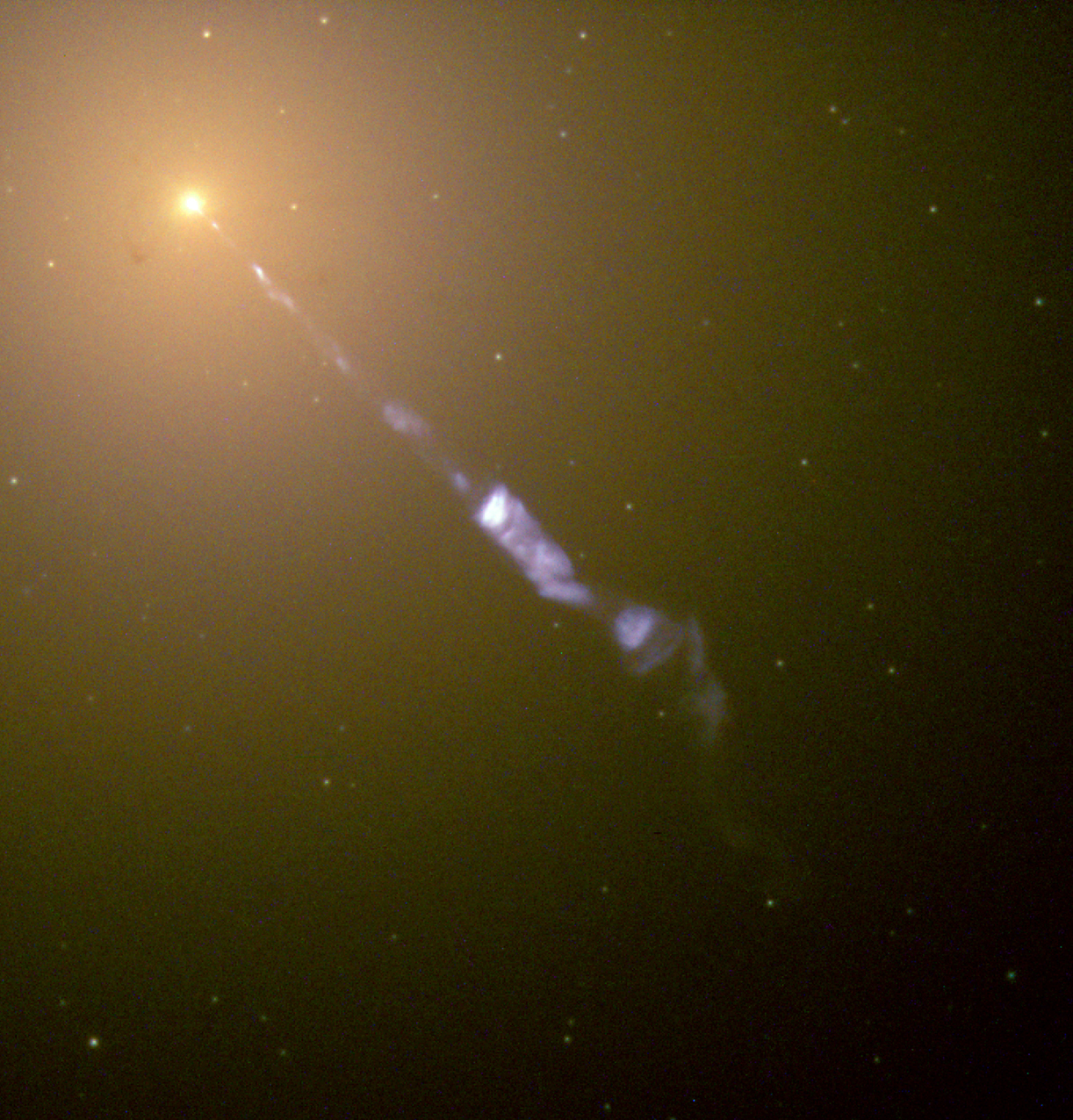
從M87星系活動星系核噴出的長達5000光年的噴流

在1950年代早期安巴楚勉首先提出了關於活動星系核（AGN）的相關議題。他在1958年於布魯塞爾舉行的索爾維會議上提出了在活動星系核有相當巨大的爆發發生，結果就是大量物質被噴出。此外，如果真如安巴楚勉所說，這些星系核中必須包含一個巨大的質量和性質不明的物體。在會議休息時間沃尔特·巴德對安巴楚勉說：「安巴楚勉教授，你來自蘇聯，而我來自美國。從邏輯上講，你應該是一個唯物主義者，而我是個理想主義者，但你剛才說的不過是純粹的理想主義！太棒了！請您談談某種形式，沒人見過的『非恆星』天體。所以它必須是難以解釋且神秘的。」
活動星系核的想法一開始是在懷疑態度下被接受，只有經過多年後的觀測結果（發現類星體、無線電爆發星系、星系核連續爆發、從星系核噴出的噴流等）推動之下受到認可。活動星系核的概念現在被廣泛接受。
在該次索爾維會議之後十年，在布拉格舉辦的國際天文聯會會員大會上，著名的美國天文學家艾伦·桑德奇說：「今日沒有天文學家會反對星系核心周圍是神祕的，而首先認識星系核周圍的人就是安巴楚勉。」
安巴楚勉自己後來提出活動星系核的概念在他科學思想中佔據了特殊地位。安巴楚勉在超過半世紀以前提出的概念經由美國國家科學院確認可說是「哥白尼革命」。

## 教育事業
安巴楚勉將他的科學事業和教學以及其他教育活動結合。他是1939年版蘇聯「理論天文物理」手冊的第一作者；並且他在1952年和其他人合著的理論天文物理課程教材被翻譯成多種語言。1931年起他在列寧格勒國立大學任教。1937年他在該校建立了蘇聯第一個天文學系並擔任系主任直到1947年。1939到1941年安巴楚勉擔任列寧格勒大學天文台台長和列寧格勒大學學術副校長。1941到1943年他是列寧格勒大學在叶拉布加時的校長。1944年他在葉里溫國立大學建立了天文學系。
安巴楚勉在列寧格勒和布拉堪建立了涉及天文學多個分支的科學學校。他以發表論文和小冊子討論天文物理學上不同問題的方式對科學普及作出巨大貢獻。

## 科學組織參與
安巴楚勉在亞美尼亞、俄羅斯甚至國際上都是相當活躍的科學組織參與者。他建立了蘇聯的其中一個天文中心－布拉堪天文台。他曾擔任亞美尼亞科學院的副院長和院長、蘇聯科學院主席團成員、國際天文聯會副會長（1948－1955年）和會長（1961－1964年）、並兩次被選為國際科學理事會會長（1966年－1972年）。

## 社會與政治參與
1940年安巴楚勉加入蘇聯共產黨。1947年他被選入亞美尼亞蘇維埃社會主義共和國最高蘇維埃。1948年到1989年他是亞美尼亞共產黨中央委員會成員。事實上，安巴楚勉將科學在亞美尼亞國策中的提升人格化了，而這包含相當大的資本投資和招募科學家歸國。1950到1990年間他是亞美尼亞在蘇聯最高蘇維埃的常駐代表，並參加了第19次、22次、25次蘇聯共產黨代表大會。1989年他被選入蘇聯人民代表大會。

## 評價

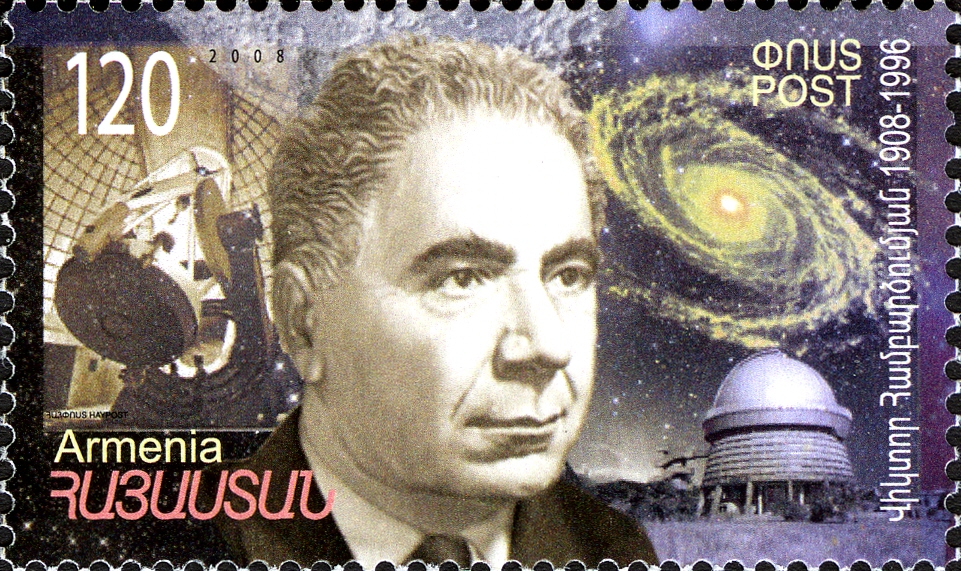
紀念郵票

在安巴楚勉80歲慶生中，1983年諾貝爾物理學獎得主苏布拉马尼扬·钱德拉塞卡寫下： 
本世紀中的天文學家能和安巴楚勉院士對天文的投入和聯貫性比較的只有扬·奥尔特教授；但兩人似乎是以不同的方式表現。這將是21世紀的科學史家比較和對比這兩位科學偉人的有價值主題。他是一位天文學家；可能在本世紀內不超過二或三位天文學家在回顧其生活時對天文的進步有如此巨大的投入（Astrophysics, Vol 29, No.1, p 408, 1989）。

## 榮譽

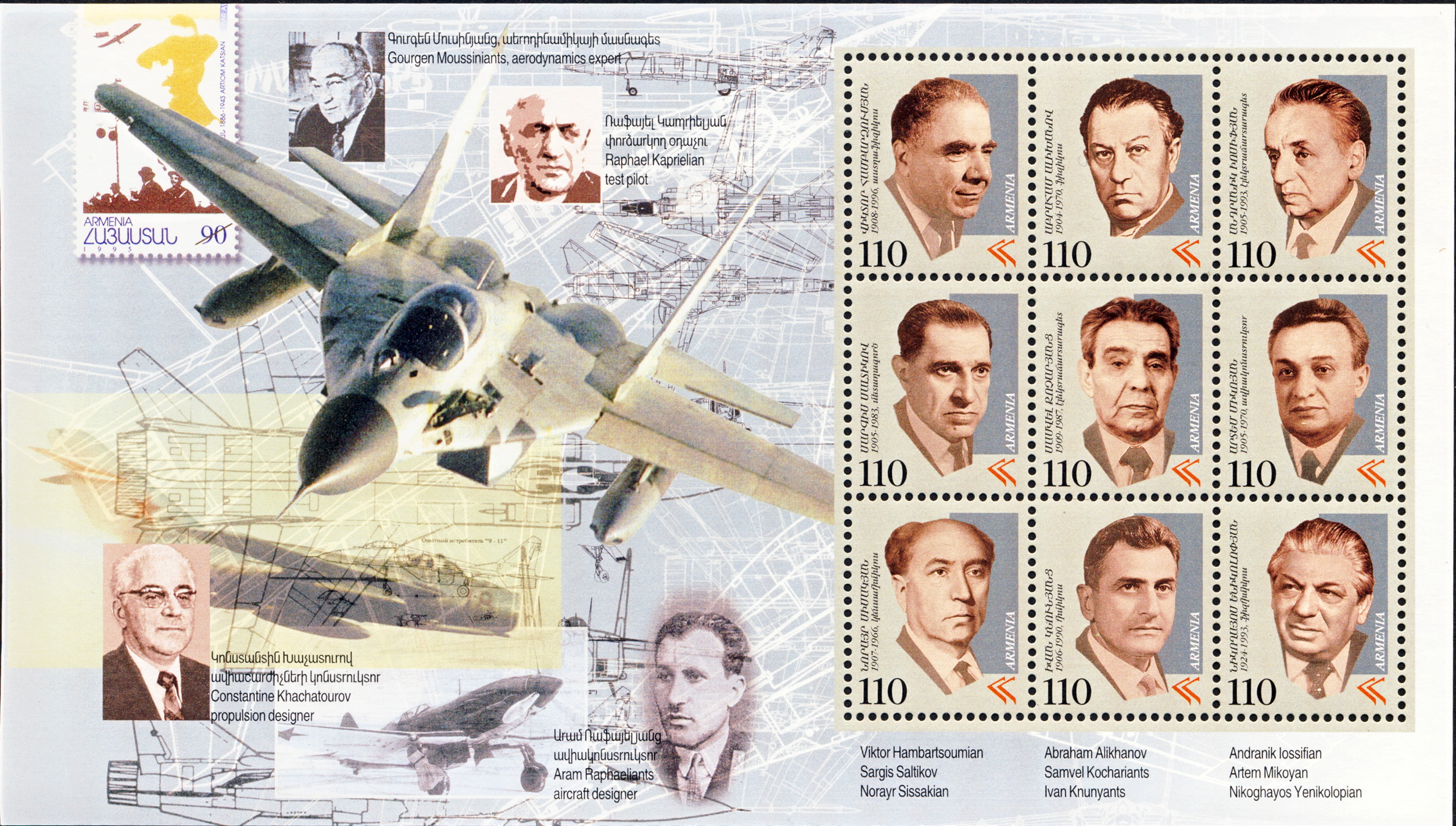
亞美尼亞發行的名人紀念郵票中包含了安巴楚勉。

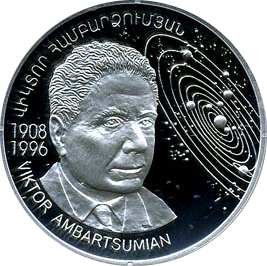
2008年亞美尼亞發行的1000亞美尼亞德拉姆紀念幣。

安巴楚勉曾獲得史達林獎（1946年、1950年）、俄羅斯聯邦國家獎、1971年獲得羅蒙諾索夫金獎。他曾兩次獲得社會主義勞動英雄以及許多其他獎章。
安巴楚勉獲選為奧地利、比利時、保加利亞、東德、喬治亞、丹麥、義大利、荷蘭、美國、法國、瑞典等國科學院院士，以及紐約科學院和德國利奥波第那科学院院士，英國和加拿大皇家學會、美國天文學會、劍橋哲學會會士。他還被授予列日大學、澳大利亞國立大學、拉普拉塔天文台、巴黎大學和尼古拉·哥白尼托倫大學榮譽博士學位。1958年他被選為美国文理科学院外籍院士。
安巴楚勉於1956年獲得法國天文學會皮埃爾·讓森獎、1960年獲得太平洋天文學會布魯斯獎和英國皇家天文學會金質獎章、1970年獲得斯洛伐克科學院金質獎章、1971年獲得亥姆霍茲獎、1974年獲得 Cotenius Medal、1984年獲得捷克斯洛伐克科學院獎章。
命名事物
- 小行星1905，1972年5月14日塔瑪拉·米哈伊洛夫那·斯米爾諾娃在克里米亞天文台發現。
- 布拉堪天文台全名為維克托·安巴楚勉布拉堪天文台

## 安巴楚勉國際獎
亞美尼亞政府在亞美尼亞總統的決定下成立科學獎項「安巴楚勉國際獎」，該獎專門授予天文物理學和數學、物理等相關領域中有傑出貢獻的科學家。獲獎者可得到50萬美金獎金，不限國籍。於2010年首次頒發。

### 總則
1.1. 為了永久紀念亞美尼亞國家英雄維克托·安巴楚勉，並將他的科學遺產繼續提升。由亞美尼亞總統決定成立維克托·安巴楚勉國際獎，獲獎者可得到相當於50萬美金的獎金（以亞美尼亞德拉姆頒發）。
1.2. 維克托·安巴楚勉國際獎由亞美尼亞總統頒發。
1.3. 推薦名單由亞美尼亞國家科學院主席團附屬特別委員會提供。委員會成員由亞美尼亞政府所屬的亞美尼亞科學院主席團決定。
1.4. 本獎項頒發獎金、獎狀、獎章和相對應的證書。
1.5. 本獎項頒發給世界各國在天文物理學領域有特殊貢獻的科學家，以及與安巴楚勉科學研究相關的物理學和數學領域科學家。
1.6. 本獎項頒發給一人或多人（不超過三人）。獎金由獲獎者平均分配，獎章和證書則每位獲獎者一份。本獎項一人只頒發一次。
1.7. 本獎項每2年頒發一次，2010年首次頒獎。
1.8. 如果在某特定年分沒有推薦的獲獎候選者，當年不頒發獎項。
施行細則在亞美尼亞國家科學院網站。

## 代表性著作
- V. A. Ambartsumian, Theoretical Astrophysics. Translated from the Russian ("Teoreticheskaya astrofizika", Moscow, 1952) by J.B. Sykes, New York: Pergamon Press, 1958
- V.A. Ambartsumian, A Life in Astrophysics : Selected Papers of Viktor Ambartsumian, edited by Rouben V. Ambartsumian, New York: Allerton Press, 1998 （页面存档备份，存于）
- В. А. Амбарцумян.  Научные труды в трех томах. Изд.АН Арм ССР. 1960-1988
- В. А. Амбарцумян.  Эпизоды жизни. Изд.АН Арм ССР. 2000
- Die Sternassoziationen und die Entstehung der Sterne. Akademie-Verlag, Berlin, 1951.
- Philosophische Probleme der modernen Kosmologie. Deutscher Verlag der Wissenschaften, Berlin, 1965.
- Probleme der modernen Kosmogonie. Akademie-Verlag, Berlin, 1980.
- Struktur und Formen der Materie, dialektischer Materialismus und moderne Naturwissenschaft. Deutscher Verlag der Wissenschaften, Berlin, 1969.
- Theoretische Astrophysik. Deutscher Verlag der Wissenschaften, Berlin, 1957.

## 外部連結
- Ambartsumian featured on the 100 Armenian Dram banknote in 1998. （页面存档备份，存于）
- Bruce Medal page （页面存档备份，存于）
- Articles and memoirs. （页面存档备份，存于）